# 윤이·윤창수·윤갑 정려
윤이·윤창수·윤갑 정려는 충청남도 부여군 세도면 간대리에 있는 건축물이다. 2012년 8월 28일 부여군의 향토문화유산 제120호로 지정되었다.

## 개요
이 정려는 윤창수(尹昌洙), 윤갑·윤이의 효자 정려(孝子 旌閭)이다. 위치는 세도면 간대리 세도중학교에서 멀지 않은 도로 오른쪽에 자리하고 있다.
3명 모두 본관이 남원으로 고려시대 윤관의 후손들이다. 윤흔(尹昕 ; 호 松菴)은 조정의 고르지 못함을 보고 가림으로 들어와 효제충신의 도를 닦고 송나라 양문공(楊文公)의 가훈을 본받아 자질(子姪)을 교훈(敎訓)시켰다 한다.	 	
윤흔의 현손 이는 호가 포옹(圃翁)으로 선조의 유훈(遺訓)을 이어 어버이를 지성으로 섬기어, 눈내리는 냇가에서 고기를 잡아 봉양하였다고 한다.
그리고 윤이의 종질(從姪) 창수는 호가 만담(晩潭)인데 심성이 지극한 효성이 있어 아버지의 병에 삼을 즙내어 부모님께 드렸으나, 아버지께서는 죽고 사는 것이 명(命)이다. 나는 나의 명을 안다. 이를 복용한들 어떤 이익이 있으리오 하고 하세하였다. 그후 창세의 임종시에 그 아들이 삼료(蔘料)를 올리거늘 이는 나의 선인(先人)도 복용치 않은 것이니 내가 비록 죽음에 이르렀으나 어찌 차마 복용할 수 있으리오 하였다.
창수의 조카 갑은 호가 삼성재(三省齋)였는데 효성이 하늘에 뿌리하여 종신토록 부모 곁을 떠나지 않았고, 부모님이 돌아가셨을 때는 3년간 시묘살이를 하였으며, 그 후로도 40년간을 조석으로 부모님 묘를 날마다 성묘하였다. 이로써 세상 사람들이 윤씨의 가문에 전에는 삼절(三節)이 있었고, 이제는 삼효(三孝)가 있다고 하였다. 이러한 사실을 바탕으로 유림들이 여러 차례 정문을 내려 줄 것을 요청하여 정문이 내렸다 한다. 정려의 현판에 의하면 윤창수·윤갑의 정려는 정묘 병술에 명정된 것으로 되어 있고, 윤이의 정려는 영묘 무오년(1738)에 내렸다. 그런데 정조 때에는 병술년이 없고, 병오(정조10, 1786)과 병진(정조20, 1796)이 있을 뿐이고, 영조때 병술년(영조44, 1766)이 있다. 따라서 윤창수·윤갑에게 정려가 내린 것은 1766년(영조 44)이 아닌가 한다.
깨끗하게 단장된 채로 보존되고 있는 정려는 정·측면 1칸으로 방형의 시멘트로 만든 기단 위에 8각형의 석주를 높이 세우고 기둥을 올렸다. 4면은 홍살을 시설하였으며, 팔작지붕에 초익공 양식으로 가구하였다. 한편 익공의 위에는 봉황문을 장식하였고 익공의 사이에는 파련문의 화반대공을 설치하였다. 처마는 겹처마이며, 반전이 산뜻하게 보인다. 또한 정려의 안쪽 천정에도 서로 어우러져 있는 두 마리의 용을 그려 놓았다.
정려의 안에는 3개의 명정 현판과, 정려기 1개가 있다.

## 지정 사유
정면 1칸(2.725m), 측면 1칸(2.130m)이며 대들보가 종도리 역할을 담당하는 사모지붕의 변형된 3량 가구구조이며, 지붕은 겹처마 팔작지붕이다. 1738년(윤이)과 1766년(윤창수·윤갑)그 효행이 인정되어 정려를 받았다. 1958년 중수되었으나 보존상태가 양호하고, 한 일가에서 3대가 받은 정려의 역사적 가치가 있다.